# Et moderne Ægteskab
Et moderne Ægteskab også kendt som Under Divanen er en dansk stum komediefilm fra 1912 produceret af Nordisk Films Kompagni og instrueret af Leo Tscherning efter manuskript af Verner Nielsen. 
Filmen havde dansk premiere den 11. november 1912 i Biograf-Theatret i København og blev i tysktalende lande distribueret som Eine moderne Ehe, i engelsktalende lande som Who is most to blame, i fransktalende lande som Un Mariage moderne Style.

## Handling
Bankdirektør Krog forsømmer sin kønne hustru. Først skal han til generalforsamlinger, så skal han til forretningsmiddage, men i virkeligheden tager han på varieté og natrestauranter. Så det er ikke så mærkeligt, at hustruen til et selskab inviterer en ung overretssagfører hjem til stævnemøde en dag, hvor bankdirektøren er ude. Samme aften har tjenestepigen Jenny, i forventningen om, at herskabet er ude, inviteret sin kæreste, en slagter, hjem til bankdirektørens hjem. Jenny hører fruen ankomme og skynder sig at gemme slagteren under divanen. Overretssagføreren ankommer, men nu kommer også bankdirektøren hjem. Fruen gemmer også overretssagføreren under divanen. Bankdirektøren bemærker tobaksrøg og kigger under divanen, og hiver slagteren mand ud. Situationen reddes af Jenny, der forklarer, at der er hendes kæreste. Bankdirektørens frue giver et godt kontantbeløb til Jenny for hendes indsats. Slagteren, kender til bankdirektørens besøg på varietéen under "forretningsmiddagen", opkræver også en "erkendtlighed" fra bankdirektøren, og næste dag for slagteren også et bidrag fra overretssagføreren, der heller ikke er glad for situationen. Jenny og slagteren morer sig i filmens sidste scene.

## Medvirkende
- Carl Alstrup
- Karen Poulsen
- Frederik Buch
- Oscar Stribolt
- Frederik Jacobsen
- Maja Bjerre-Lind
- Rigmor Jerichau
- Agnes Andersen
- Otto Lagoni
- Torben Meyer